# Хә
Хә – dwuznak cyrylicy wykorzystywany w zapisie języka abchaskiego. Oznacza dźwięk [xʷ], czyli uwargowioną spółgłoskę szczelinową miękkopodniebienną bezdźwięczną.

## Kodowanie
| Forma     | Wygląd | Części składowe | Części składowe |
| --------- | ------ | --------------- | --------------- |
| majuskuła | Хә     | U+0425 Х        | U+04D9 ә        |
| minuskuła | хә     | U+0445 х        | U+04D9 ә        |